# ماء صهاري

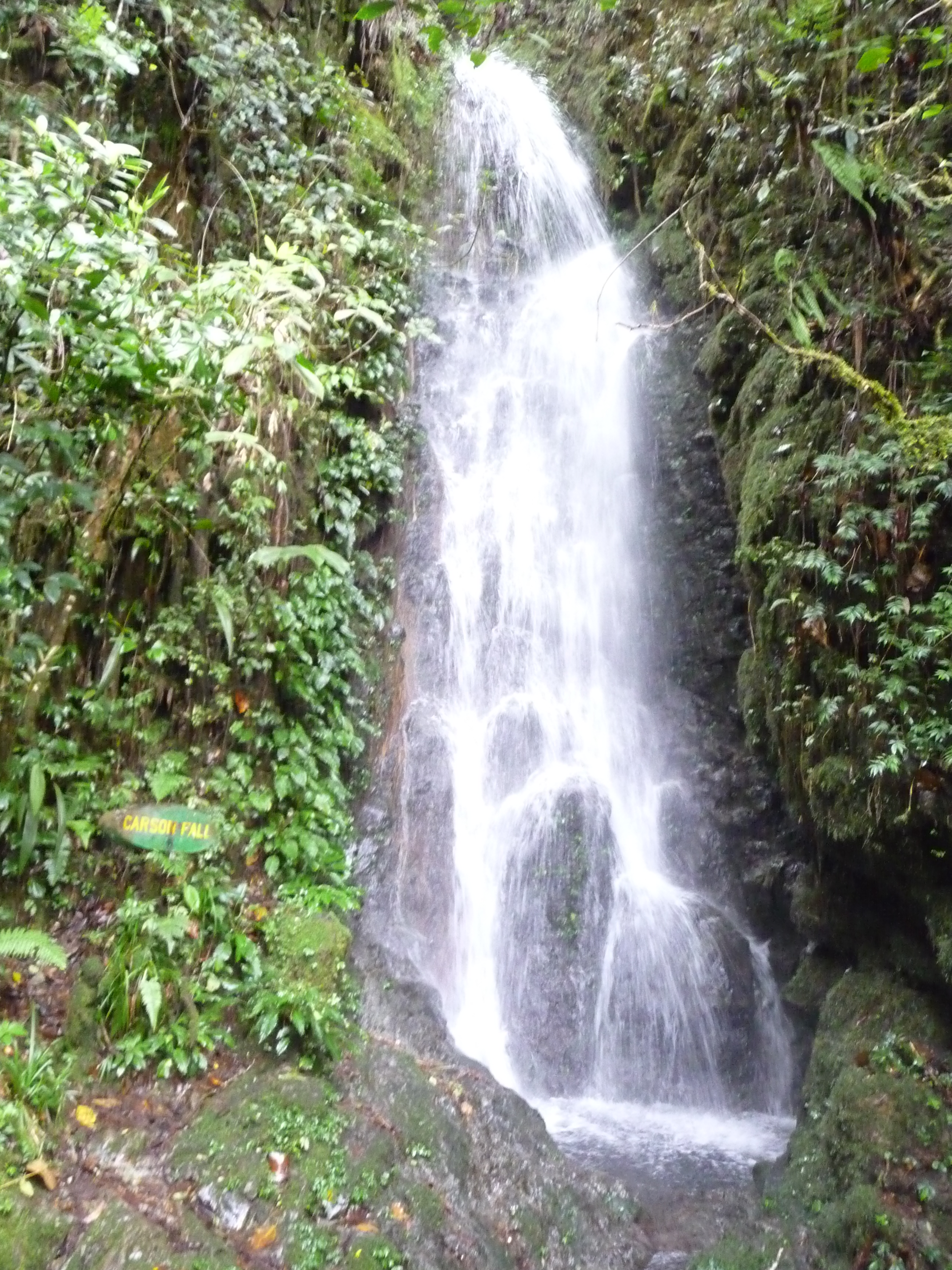

الماء الصهاري (بالإنجليزية: Magmatic water)، هو الماء الموجود داخل الصهارة وهو ماء يأتي مباشرة من أعماق الغلاف الأرضي. يغادر موقعه قرب الصهارة خلال انفجار بركاني أو في مناطق على شكل ماء مصحوب ببخار بالمنابع المائية الحارة. هذا الماء يظهر لأول مرة على السطح ويندمج في دورة الماء.
يعمل تبلور الأمفيبول الذي يحمل هيدروكسيل ومعادن الميكا على احتواء جزء من الماء الصهاري داخل صخرة نارية صلبة. تتضمن المصادر النهائية لهذه المياه الصهارة الماء والمعادن المائية في الصخور المنصهرة أثناء الاندساس بالإضافة إلى المياه البدائية التي يتم جلبها من الوشاح العميق.